# Массер, Алек
Алек Массер (англ. Alec Musser, 11 апреля 1973 — 12 января 2024) — американский актёр и фитнес-модель. Наиболее известен по участию в шоу «Я хочу стать звездой мыльных опер» и «Все мои дети».

## Биография
Массер был сыном Луизы Сигел и Питера Миллера Массера. У него был старший брат по имени Джон. Их детство прошло на Восточном побережье в Нью-Джерси и Коннектикуте. Питер Массер покончил жизнь самоубийством, когда братья были ещё подростками, что произвело на Алека неизгладимое впечатление. Среднее образование он получил в Вестминстерской школе, затем уехал в Сан-Диего, где поступил в Университет Сан-Диего на специальность «английский язык».
После колледжа Массер работал спасателем, ходил в лыжные патрули. Затем к нему обратился агент, который отправил его фотографии Брюсу Веберу, проводившему кастинг для новой кампании Abercrombie & Fitch (A&F). Массер вскоре оказался в Майами и почти сразу его портрет появился на сумках для покупок и рекламных щитах A&F. Алек побывал в Париже, Греции, Южной Африке, Австралии и на Гавайях, работая моделью для Джанфранко Ферре, GQ, Cosmopolitan, Men’s Health, Speedo, RIPS Underwear и Target.
В августе 2005 года Массер победил в реалити-шоу «Я хочу стать звездой мыльной оперы» и получил роль в популярном сериале «Все мои дети». Он взял на себя роль Дела Генри, которую играл Уинзор Хармон (покинувший сериал в 1995 году). Хотя первоначально предполагалось, что контракт Массера на эту роль составит 13 недель, главный сценарист Меган Мактавиш, учитывая его популярность у зрителей, продлила контракт (Алек появился в 43 эпизодах сериала).
Массер имел контракт с Silver Model Management в Нью-Йорке. До 2008 года он работал в модельном агентстве Nous Model Management в Лос-Анджелесе. В 2010 году он сыграл эпизодическую роль в фильме «Одноклассники». В 2012 году он снялся в телесериале «Отчаянные домохозяйки» в роли массажиста.
Массер покончил жизнь самоубийством в своем доме в Дель-Мар, штат Калифорния, 12 января 2024 года, выстрелив себе в грудь из дробовика. Ему было 50 лет. Он страдал от последствий COVID-19 и боролся с депрессией.